# Order Bernardo O’Higginsa
Order Bernardo O’Higginsa (hisz. Orden Bernardo O’Higgins) – chilijski order nadawany cudzoziemcom za wybitne zasługi w nauce, sztuce, edukacji, przemyśle, handlu albo współpracy społecznej i humanitarnej. Drugie odznaczenie co do kolejności starszeństwa i jednocześnie rozszerzenie najważniejszego chilijskiego Orderu Zasługi Chile.
Order został ustanowiony w 1956 na cześć południowoamerykańskiego rewolucjonisty, dowódcy zbrojnego powstania przeciwko Hiszpanii i pierwszego przywódcy Chile – Bernardo O’Higginsa.
W 1967 odznaczenie zostało nieznacznie zmienione – do pierwszych dwóch dodano trzy niższe klasy, a w 2006 dodano klasę łańcucha jako najwyższą. Obecnie order posiada sześć klas:
- Klasa I – Łańcuch (El Collar) – utworzona w 2006;
- Klasa II – Krzyż Wielki (Gran Cruz);
- Klasa III – Wielki Oficer (Gran Oficial);
- Klasa IV – Komandor (Comendador) – utworzona w 1967;
- Klasa V – Oficer (Oficial) – utworzona w 1967;
- Klasa VI – Kawaler (Caballero) – utworzona w 1967[3].